# Chants de la Terre lointaine
Chants de la Terre lointaine est un roman de science-fiction de Arthur C. Clarke, publié en 1986.

## Publication
Chants de la Terre lointaine a été publié aux États-Unis en 1986 sous le titre The Songs of Distant Earth et en France en 1986 chez Albin Michel.

## Thématiques
Les récits qui composent ce recueil abordent les thèmes de l’extinction et la préservation de l’espèce, le clonage, les difficultés de voyager dans l’espace, et l’influence de l’environnement sur l’évolution de l’humanité.

## Résumé
Chants de la Terre lointaine  est le titre de divers travaux de l'auteur de science-fiction Arthur C. Clarke. Une longue nouvelle en 1957, un court synopsis de film et en 1986 un roman de science-fiction. Ce qui suit parle du roman, la nouvelle étant détaillée plus loin.
Contrairement aux autres travaux de Clarke, cette œuvre se concentre plus sur les sentiments des personnages que sur les aspects technologiques. D'une certaine manière, ce roman est en partie écrit en réponse aux attaques des critiques qui jugent ses écrits comme froids et impersonnels. Il n'en reste pas moins caractérisé, comme les autres récits de hard science-fiction du même auteur, par les liens entre les inventions présentées et la réalité scientifique de l’époque, et par la forme pseudo-scientifique de ces présentations, qui peuvent créer une confusion chez le lecteur entre ces technologies purement spéculatives et la réalité scientifique.

## Histoire
L'histoire est centrée sur un rendez-vous, loin dans le futur, après la destruction de la Terre, entre les êtres humains, sur la planète océanique Thalassa.
Dans l'histoire, l'humanité a commencé sa colonisation de l'espace à l'aide de ses avancées dans la robotique afin de perpétuer la survie de la vie terrestre après la destruction de la Terre, provoquée par une explosion du Soleil qui a pu être anticipée par les scientifiques qui ont identifié un problème des neutrinos solaires. Thalassa a été colonisé par un vaisseau colonisateur mais perd le contact avec le reste de l'humanité à cause d'une catastrophe naturelle. Peu avant la destruction du système solaire, l'homme invente une technologie qui permet la construction d'un gigantesque vaisseau pouvant se déplacer à une vitesse « proche » (20 %) de celle de la lumière, le Magellan, qui transporte, en état de cryogénisation, la dernière colonie de l'espèce humaine alors que les précédentes missions n'emportaient que des embryons congelés et de l'ADN.
En route vers leur destination, Sagan 2, le Magellan fait une halte sur Thalassa pour réparer l'usure de son bouclier. Un petit groupe est réveillé pour effectuer ce travail. Comme Thalassa n'avait pas maintenu en état leur antenne de communication interstellaire, ses habitants ne sont pas au courant lorsque la navette du Magellan entre dans leur atmosphère. Le roman se poursuit ensuite avec l'impact de la réunion entre le groupe et les habitants de Thalassa, les travaux d'entretien du vaisseau et plus poignant la possibilité d'amour au-delà du temps et de l'espace.

## Anecdotes
Le compositeur Mike Oldfield a été tellement ému par le roman qu'il s'en est inspiré pour composer un album entier, intitulé lui aussi The Songs of Distant Earth.
Dans le roman, un volcan géant nommé Krakan rentre en éruption. Il existe aussi un plus petit volcan, l'Enfant de Krakan. Ces volcans font référence au Krakatoa, volcan de la ceinture de feu du Pacifique, dont l'une des éruptions a donné naissance à une nouvelle île nommée l'Enfant du Krakatoa.

## Nouvelle ayant précédé le roman
Le roman de 1986 a été précédé par une nouvelle quasi-éponyme de 45 pages : Les Sons de la Terre lointaine (alors que le titre anglais The Songs of Distant Earth est identique). Écrite par Arthur C. Clarke en 1957, elle a été publiée en France en 1979 par les Éditions J'ai lu dans un recueil de 14 nouvelles, sous le titre L'Étoile. Bien que la trame générale (et romanesque) soit identique, les deux œuvres diffèrent sensiblement par des points de détails. Dans la nouvelle, de 29 années antérieure au roman :
- Le bouclier de glace du "Magellan" a été endommagé par une météorite (ce qui motive son escale sur Thalassa) alors que dans le roman il a seulement été usé par la friction des particules rencontrées dans l'espace interstellaire (bien que le roman parle d'un léger impact sur ce bouclier par un objet inconnu peu de temps après le début du voyage).
- La Terre n'a pas été détruite par l'explosion du Soleil en nova.
- Pour monter en orbite l'eau de l'océan qui va reformer leur bouclier de glace, les techniciens du Magellan utilisent une technologie antigravité, alors que dans le roman  c'est un hypercâble qui est descendu depuis le vaisseau placé en orbite géostationnaire…